# Penstemon nitidus
Penstemon nitidus är en grobladsväxtart som beskrevs av David Douglas och George Bentham. Penstemon nitidus ingår i släktet penstemoner, och familjen grobladsväxter. Utöver nominatformen finns också underarten P. n. polyphyllus.

## Bildgalleri

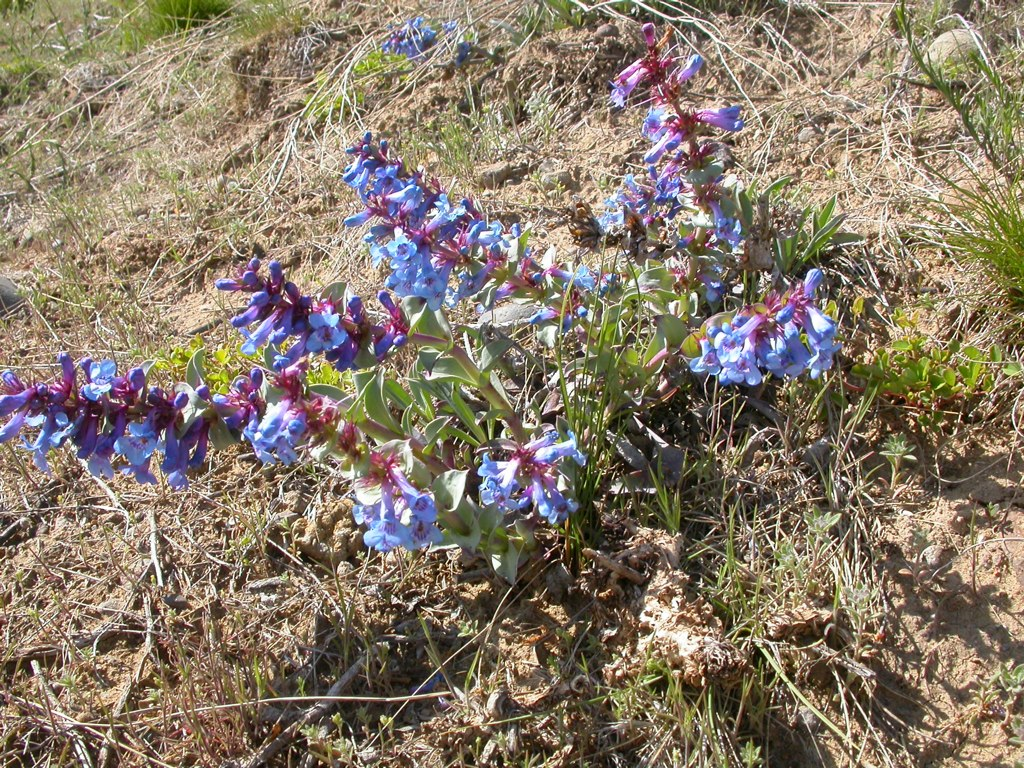
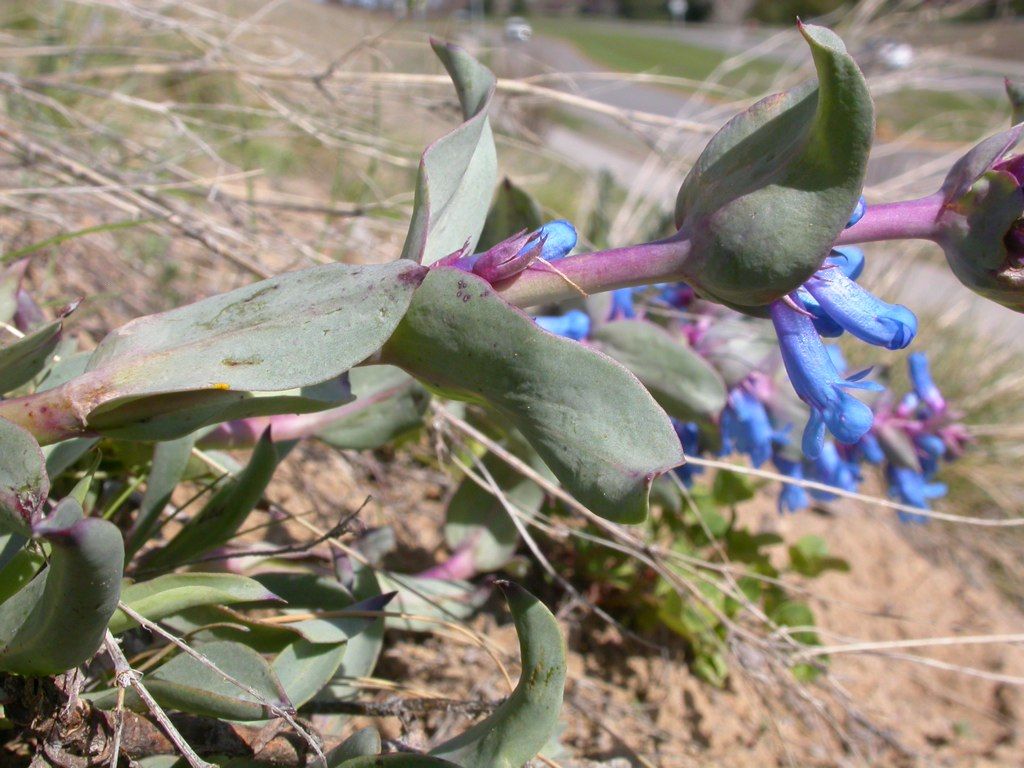
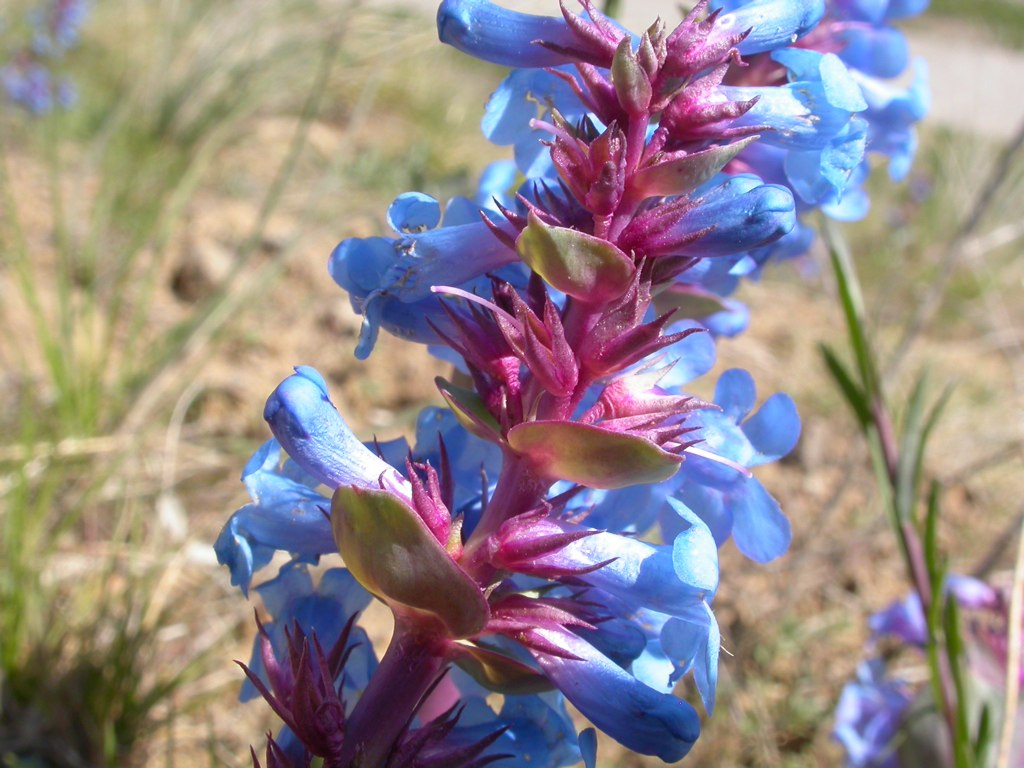
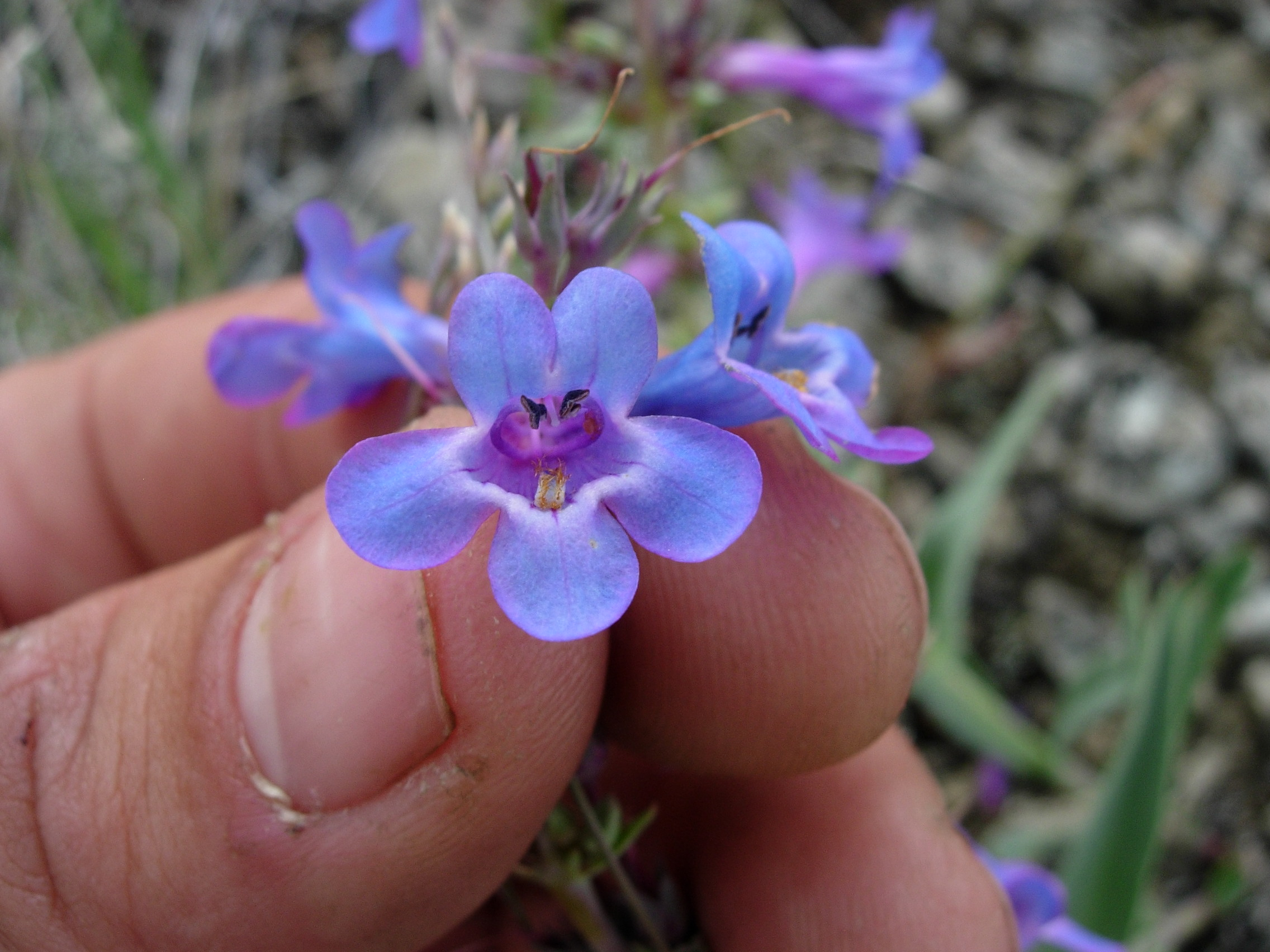